# Peter Stegemann
Peter Stegemann (* 9. Dezember 1940 in Zwickau; † 22. Juli 1978 in Oelsnitz) war ein Todesopfer an der innerdeutschen Grenze.

## Leben
Peter Stegemann war Transportarbeiter, verheiratet, und hatte zwei Kinder. Er lebte in Beiersdorf. Am Abend des 21. Juli 1978 verabschiedete er sich von seiner Frau, fuhr mit dem Moped in Richtung der Grenze zur Bundesrepublik, näherte sich dieser dann zu Fuß und überquerte erfolgreich den Grenzsignalzaun. Beim Versuch, den eigentlichen Grenzzaun zu überwinden, löste er um 3.05 Uhr fünf Selbstschussanlagen aus, die ihn schwer verletzten. 80 Minuten später wurde im Krankenhaus Oelsnitz sein Tod festgestellt.
Das Landgericht Frankfurt an der Oder verurteilte im März 2000 den für die Installierung der Splitterminen verantwortlichen Chef der Verwaltung Pionierwesen des Ministeriums für Nationale Verteidigung wegen Beihilfe zum Totschlag zu einer Bewährungsstrafe von neun Monaten.